# Tangeni Shipahu
Tangeni Shipahu (sinh ngày 3 tháng 9 năm 1987 tại Swakopmund) là một tiền đạo bóng đá Namibia. Anh đang thi đấu cho JL Chiangmai United trong khuôn khổ giải Thai Premier League và Namibia.